# 巴爾多內市鎮
巴爾多內市鎮，曾是拉脫維亞的一個市鎮，設立於2008年。位於該國中部，人口5502人，面積179.1平方公里，人口密度約31人/km2。
2021年7月1日，巴爾多內市鎮并入基耶卡瓦市镇。

## 外部連結
- 基耶卡瓦市镇官方網站 （页面存档备份，存于） （拉脱维亚文） （英文） （俄文） （德文）